# Upper Sandusky
Upper Sandusky är administrativ huvudort i Wyandot County i delstaten Ohio. Orten utsågs 1843 till countyhuvudort. Enligt 2010 års folkräkning hade Upper Sandusky 6 596 invånare.